# Godfrey (Illinois)
Godfrey – wieś w Stanach Zjednoczonych, w stanie Illinois, w hrabstwie Madison.